# Call Jane
Call Jane ist ein Filmdrama von Phyllis Nagy, das Ende Januar 2022 beim Sundance Film Festival seine Premiere feierte und Ende Oktober 2022 in die US-Kinos kam. Im Film spielt Elizabeth Banks eine Frau namens Joy, die sich zu einem illegalen Schwangerschaftsabbruch genötigt sieht, weil ihr eigenes Leben auf dem Spiel steht. Eine erste Vorstellung in Deutschland fand im Februar 2022 im Rahmen der Internationalen Filmfestspiele in Berlin statt, wo Call Jane in den Wettbewerb um den Goldenen Bären eingeladen wurde. Anfang Dezember 2022 kam der Film in die deutschen Kinos.

## Handlung
Wir schreiben das Jahr 1968. Joy lebt mit ihrem als Anwalt tätigen Ehemann Will in Chicago in einem republikanischen Umfeld, unterstützt ihn und kümmert sich um das Haus sowie die gemeinsame 15-jährige Tochter Charlotte. Joy ist zum zweiten Mal schwanger und erfährt bei einer Untersuchung, dass wegen ihrer Kardiomyopathie durch die Schwangerschaft ihr Leben mit fünfzigprozentiger Wahrscheinlichkeit gefährdet ist. Der Antrag des Ehepaars auf Genehmigung für einen „therapeutischen Abbruch“ wird von einem nur aus Männern bestehenden Klinikgremium einstimmig mit der Begründung abgelehnt, das Kind habe doch bei einer planmäßigen Beendigung der Schwangerschaft eine sehr gute Überlebenschance. Joy fühlt große Verantwortung für Charlotte und möchte das Risiko, durch die Schwangerschaft zu sterben, nicht eingehen. Als Alternativen werden ihr der Nachweis einer akuten Selbstmordgefährdung durch zwei Gutachter und ein Sturz von der Treppe genannt. Schließlich sucht sie einen Ort auf, an dem illegale Schwangerschaftsabbrüche durchgeführt werden, doch die obskure Atmosphäre lässt sie fliehen. An einer Bushaltestelle fesselt ein Aushang mit einer Telefonnummer und dem Text „Schwanger? Ängstlich? … Call Jane.“ ihren Blick. Tatsächlich kann sie über diesen Weg in aller Heimlichkeit eine Abtreibung durchführen lassen. Ihrer Familie erzählt sie, sie habe eine Fehlgeburt gehabt.
Joy weiß nun, dass hinter Jane keine Einzelperson, sondern eine von Virginia geleitete Frauenorganisation steht („We're all Jane!“), die ohne Wertung der Motive für 600 Dollar Frauen die Möglichkeit zu einer Abtreibung öffnet. Die Frauen, unter denen auch die Nonne Schwester Mike und Gwen, eine Schwarze, sind, kümmern sich um die Organisation, den Abbruch nimmt Dr. Dean vor. Schon bald nach ihrem eigenen Eingriff leistet Joy kleine Hilfestellungen wie Fahrdienste für die Organisation, die nach und nach einen immer größeren Platz in ihrem Leben einnimmt. Ihre Familie lässt sie in dem Glauben, sie gehe zu einem Malkurs, doch ihr Mann und ihre Tochter bemerken, dass sie sie vernachlässigt. Einmal folgt Charlotte ihr und stellt sie zur Rede, will aber von Joys Beweggründen nichts wissen.
Gwen fordert von Virginia, dass Schwarze bei der Auswahl bevorzugt behandelt werden müssten, da sie gesellschaftlich ohnehin große Nachteile hätten und sich den hohen Preis nicht leisten könnten. Mit einem Trick bewegt Virginia Dr. Dean dazu, fortan zwei Abtreibungen pro Woche kostenlos zu machen, wofür ihm im Gegenzug von der Organisation zehn bezahlte Abtreibungen garantiert werden. Bei den kostenlosen Eingriffen kommen schwarze Frauen zum Zuge. Joy begleitet immer wieder Frauen zu Dr. Dean und holt sie nach dem Eingriff ab. Bei einer besonders aufgeregten Schwangeren lässt Dr. Dean Joy die Hand halten. Er macht mit ihrer Anwesenheit gute Erfahrungen, die Atmosphäre ist so entspannter, und so ist Joy fortan mit im Behandlungszimmer. Einmal setzt sie sogar eine der Spritzen. Dr. Dean bescheinigt ihr Talent. Joy findet heraus, dass der angebliche Dr. Dean gar keine medizinischen Examina abgelegt hat. Sie erpresst ihn damit und erreicht, dass er ihr beibringt, selbst einen Abbruch durchzuführen. Dies vergrößert die Möglichkeiten der Organisation erheblich.
Eines Abends wartet zu Hause ein Polizist auf Joy. So erfährt ihr Mann von ihrem Kontakt zu Jane. Der Polizist will sie jedoch nicht etwa verhaften, sondern braucht selbst Hilfe für eine schwangere Freundin und bittet sie um Vermittlung. Nach diesem Erlebnis ist Joy die Gefahr ihres Handelns bewusst geworden und sie distanziert sich von der Organisation. Als Virginia versucht, sie zurückzugewinnen, lässt sie sich darauf ein, ihr Wissen und Können an andere Mitglieder der Gruppe weiterzugeben, während sie selbst aus der aktiven Arbeit ausscheidet und stattdessen Spenden sammelt. Als Richard Nixon 1969 die Wahl gewinnt, hat sich in Joy auch ein politischer Wandel vollzogen: Sie hat ihre Stimme Humphrey gegeben.
Im Frühling 1973 gewinnt die Organisation, vertreten von Joys Ehemann Will, vor dem Supreme Court einen wichtigen Prozess: Nunmehr ist Abtreibung grundsätzlich bis zur Lebensfähigkeit des Kindes zulässig. Jane löst sich auf, da sie nun nicht mehr nötig ist. 12000 Abtreibungen wurden durchgeführt, niemand ist dabei gestorben.

## Hintergrund

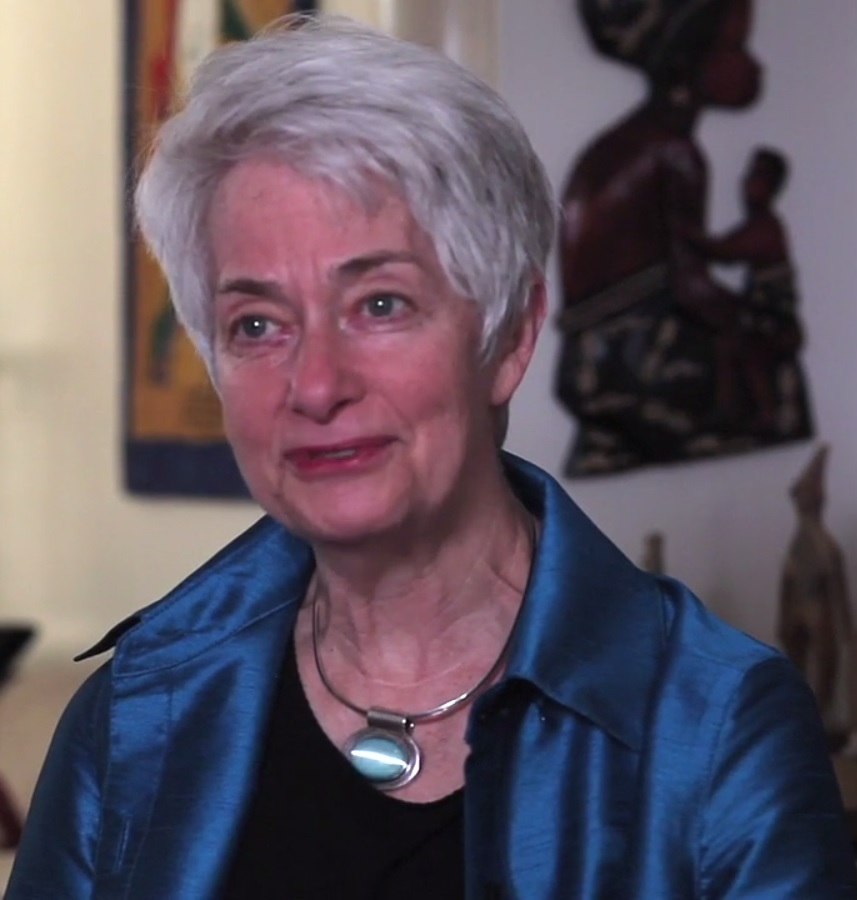
„Janes“-Gründerin Heather Booth

Der Film erzählt die wahre Geschichte einer kleinen Gruppe von Frauen, die in den 1970ern in Chicago eine Untergrundorganisation für Schwangerschaftsabbrüche aufbauten. Da Abtreibungen zu dieser Zeit in Chicago illegal waren, legten sich die Frauen hierdurch nicht nur mit dem Staat, sondern auch mit der Kirche und sogar der Mafia an. Die Gruppe begleitete während ihres Bestehens Tausende von Abtreibungen. Der Filmtitel „Call Jane“ bezieht sich auf die kurze Botschaft, die von der Organisation auf Zettel gedruckt und in Chicago aufgehängt wurden. Diese wurden, mit einer Telefonnummer versehen, an Bushaltestellen und auf Verteilerkästen angebracht. Die Figur Virginia im Film ist lose an die „Janes“-Gründerin Heather Booth angelehnt.
„Die Männer, die männerdominierte Gesellschaft, sie hatten die Macht über die Körper der Frauen“, so Christiane Peitz im Tagesspiegel über die Situation in den USA zu dieser Zeit. Abtreibung war verboten, egal ob eine Frau nach einer Vergewaltigung schwanger wurde, ihr Leben auf dem Spiel stand, sie minderjährig war oder mit großer Kinderschar nicht mehr über die Runden kam. Eine Legalisierung erfolgte erst durch das Grundsatzurteil des Supreme Court von 1973, das unter dem Fallnamen Roe v. Wade in die Geschichte der Frauenbewegung eingegangen ist.

## Produktion

### Filmstab und Besetzung
Regie führte Phyllis Nagy. Es handelt sich nach Mrs. Harris – Mord in besten Kreisen um ihre zweite Regiearbeit. Das Drehbuch schrieben Hayley Schore und Roshan Sethi.
Elizabeth Banks spielt in der Hauptrolle Joy, Chris Messina ihren Ehemann Will, Grace Edwards deren gemeinsame Tochter Charlotte und Sigourney Weaver die bei den „Janes“ leitende Virginia. Wunmi Mosaku spielt Gwen, das einzige schwarze Mitglied bei den „Janes“. Kate Mara ist in der Rolle von Joys und Wills verwitweter Nachbarin Lana zu sehen.
Banks erklärte, sie hätten Call Jane nie als Abtreibungsfilm gesehen: „Für uns war das immer eine Geschichte über eine Gemeinschaft von Frauen, die sich zusammentut und für eine Sache kämpft. Und die Geschichte meiner Figur Joy, die mit 40 Jahren herausfinden muss, welche Lebensaufgabe noch vor ihr liegt und was sie ihren eigenen Erfahrungen Positives abgewinnen kann. Diese Aspekte des Films dürften eigentlich für jedes Publikum nachvollziehbar sein, ganz gleich in welchem gesellschaftspolitischen Umfeld es sich befindet.“

### Veröffentlichung

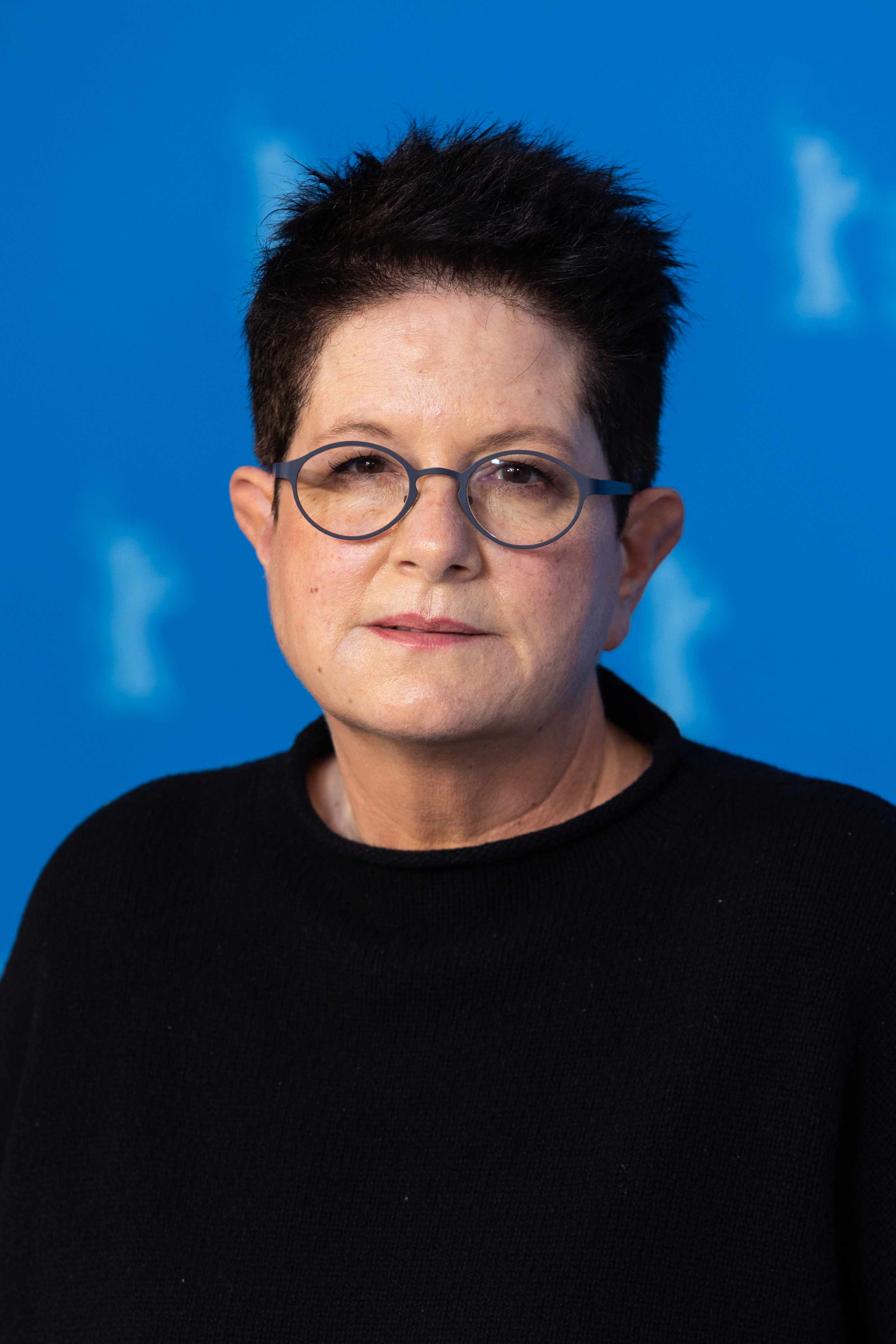
Die Regisseurin Phyllis Nagy bei der Vorstellung des Films auf der Berlinale 2022

Erste Vorstellungen des Films erfolgten ab dem 22. Januar 2022 beim Sundance Film Festival. Neben Nagys Film wurde dort mit The Janes von Tia Lessin und Emma Pildes ein zweiter Film vorgestellt, der von der Arbeit der „Janes“ erzählt. Ab dem 13. Februar 2022 wurde Call Jane bei den Internationalen Filmfestspiele in Berlin im Wettbewerb gezeigt. Im April 2022 wurde er beim Seattle International Film Festival als Abschlussfilm gezeigt. Im August 2022 wurde er beim Melbourne International Film Festival vorgestellt. Ebenfalls im August 2022 wurde er beim norwegischen Filmfestival in Haugesund gezeigt. Im September 2022 erfolgten Vorstellungen beim Festival des amerikanischen Films in Deauville, beim Calgary International Film Festival und bei der Filmkunstmesse Leipzig. Im Oktober 2022 wurde er beim Dallas International Film Festival und beim Chicago International Film Festival gezeigt.
Am 28. Oktober 2022 kam der Film in ausgewählte US-Kinos. Am 24. November 2022 kam der Film in die Kinos in der Deutschschweiz. Der Kinostart in Deutschland erfolgte am 1. Dezember 2022 und ist in Österreich am 2. Dezember 2022 geplant.

## Rezeption

### Altersfreigabe und Kritiken
In den USA erhielt der Film von der MPAA ein R-Rating, was einer Freigabe ab 17 Jahren entspricht. In Deutschland wurde der Film von der FSK ab 12 Jahren freigegeben. In der Freigabebegründung heißt es, der Film plädiere für weibliches Selbstbestimmungsrecht. Einzelne herausfordernde Szenen, etwa die Thematisierung von sexueller Gewalt und selbstverletzendem beziehungsweise suizidalem Verhalten, bedrohliche Momente sowie die nicht klar kritisierte Darstellung von Drogenkonsum könnten von Kindern und Jugendlichen ab 12 Jahren auf der Basis ihrer Medienerfahrung verarbeitet werden.
Von den bei Rotten Tomatoes aufgeführten Kritiken sind 82 Prozent positiv. Bei Metacritic erhielt der Film einen Metascore von 62 von 100 möglichen Punkten.

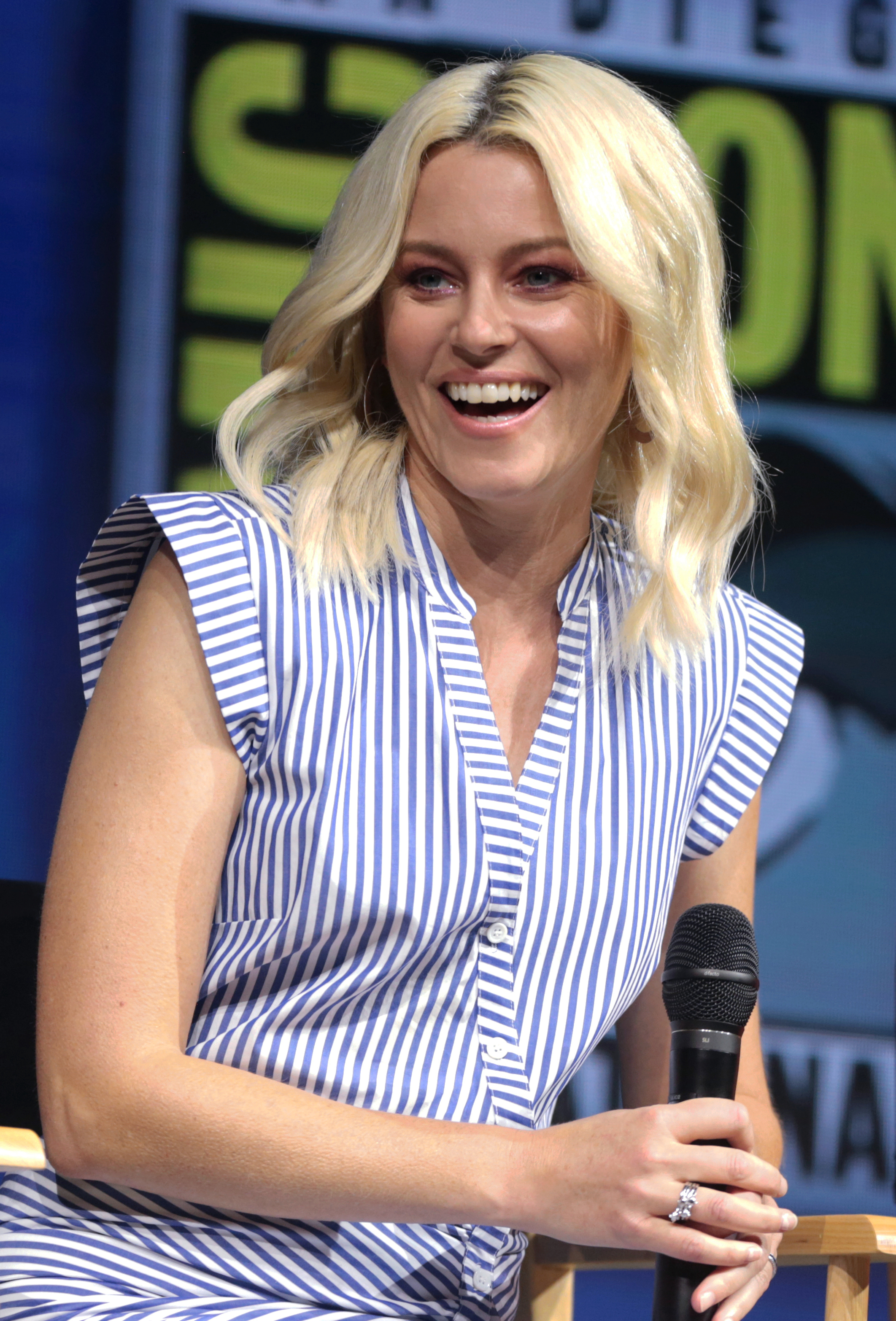
Elizabeth Banks spielt Joy

Peter Debruge von Variety schreibt in seiner Kritik, diese Verwandlung von einer fügsamen Konservativen zur aktiven Kreuzritterin, die Joy durchmacht, verdeutliche die reproduktiven Rechte der Frau. Es sei klug von den Filmemachern gewesen, mit einer unpolitischen Außenseiterin zu beginnen und ihr durch ein überfälliges feministisches Erwachen hindurch zu folgen. So zeige der Film, auf welche Umwege sich viele US-Amerikaner begeben müssen, um die medizinische Versorgung zu erhalten, die sie benötigen. Die weibliche Empowerment-Botschaft komme im Film laut und deutlich zum Vorschein, auch wenn es dem Film an Nervenkitzel fehle, die Gefahr, entdeckt zu werden nicht deutlich werde und auch nicht das über ihnen baumelnde Schwert des Damokles, das die Mutigen zu strafen droht.
Christiane Peitz erinnert in ihrer Kritik im Tagesspiegel daran, dass das 50 Jahre alte Grundsatzurteil von 1973 im Juni 2022 vom Supreme Court wieder kassiert und das bundesweite Recht auf einen Schwangerschaftsabbruch in den USA hierdurch abgeschafft wurde: „Angesichts dieses rabiaten politischen Backlashs ist es umso wichtiger,  gerade jetzt öffentlichkeitswirksam an jene Pionierinnen zu erinnern, die dieses Recht einmal erkämpften.“ Anders als Eliza Hittmans New-York-Film Niemals Selten Manchmal Immer von 2020 oder die Adaption von Annie Ernaux’ 1960er-Jahre-Erzählung Das Ereignis von 2021 legten US-Regisseurin Phyllis Nagy sowie die Drehbuchautorinnen Hayley Schore und Roshan Sethi den Fokus nicht auf die Einsamkeit, die Gefährdung und Verzweiflung betroffener Frauen, sondern auf die Solidargemeinschaft der denkbar unterschiedlichen Aktivistinnen.
Britta Schmeis von epd Film schreibt in ihrer Kritik, dass ausgerechnet die wohlsituierte, konservative Hausfrau zu rebellieren beginnt, am Ende gar politische Umbrüche mitgestaltet und dann selbstermächtigt in ihr Vororthäuschen zurückkehrt, berge als Film wenig Überraschungen: „Den realen Gefahren, denen sich die Frauengruppe aussetzt, ihren Ängsten und ihrer Verzweiflung wird kaum Raum gegeben. [...] Das Thema hätte einen kritischeren, ernsteren Ansatz verdient, anstatt es in eine zuckrige Selbstfindungsgeschichte zu gießen.“
Peter Osteried, Filmkorrespondent der Gilde deutscher Filmkunsttheater, schreibt in seiner Kritik, neben der in den USA immer noch aktuellen Debatte zur Abtreibungspolitik streiche Call Jane auch noch ein weiteres damit verbundenes Thema, nämlich den allgegenwärtigen Rassismus. Der Film sei aber ausgesprochen dröge inszeniert, unaufgeregt und extrem langsam erzählt. Zu oft wirke der Film behäbig, wo er, wegen seines hervorragenden Themas, aufrüttelnd sein müsste. Punkten könne der Film nur, weil die Schauspieler durch die Bank gut seien, was besonders für Elizabeth Banks gelte, so Osteried.

### Einsatz im Unterricht
Das Onlineportal kinofenster.de empfiehlt Call Jane für die Unterrichtsfächer Ethik, Politik, Geschichte, Sozialkunde/Gemeinschaftskunde, Deutsch und Englisch. Dort schreibt Roberta Huldisch, im Politik-, Sozialkunde- oder Geschichtsunterricht biete sich eine Auseinandersetzung mit den historischen und aktuellen gesellschaftlichen Debatten um Schwangerschaftsabbrüche an. Im Deutsch- oder Englischunterricht könnten sich die Schüler mit dem Genre des historischen Spielfilms beschäftigen und basierend auf eigenen Recherchen zur Geschichte des „Jane Collective“ erörtern, mithilfe welcher dramaturgischen Griffe, Ergänzungen und Auslassungen die Realität „filmtauglich“ gemacht wird.

### Auszeichnungen
Beijing International Film Festival 2022
- Nominierung für den Tiantian Award (Phyllis Nagy)[31]

Internationale Filmfestspiele Berlin 2022
- Nominierung im Wettbewerb

Music Supervisors Guild Awards 2023
- Nominierung für die Beste Musik-Supervision eines Films mit einem Budget unter 10 Millionen US-Dollar (Willa Yudell)[32]

Norwegisches Filmfestival Haugesund 2022
- Lobende Erwähnung[33]

## Synchronisation
Die deutsche Synchronisation entstand nach einem Dialogbuch von Claudia Sander und der Dialogregie von Kathrin Neusser im Auftrag der Eclair Studios Germany GmbH, Berlin.
| Darsteller         | Synchronsprecher       | Rolle               |
| ------------------ | ---------------------- | ------------------- |
| Elizabeth Banks    | Cathlen Gawlich        | Joy                 |
| Sigourney Weaver   | Karin Buchholz         | Virginia            |
| Chris Messina      | Sascha Rotermund       | Will                |
| Kate Mara          | Marieke Oeffinger      | Lana                |
| Grace Edwards      | Clara Drews            | Charlotte           |
| Kristina Harrison  | Katharina Spiering     | Clare               |
| Cory Michael Smith | Johannes Raspe         | Dean                |
| John Magaro        | Asad Schwarz           | Detective Chilmark  |
| Bruce MacVittie    | Erich Räuker           | Direktor Richardson |
| Geoffrey Cantor    | Oliver Siebeck         | Dr. Falk            |
| Bianca D’Ambrosio  | Marie Hinze            | Erin                |
| Wunmi Mosaku       | Abak Safaei-Rad        | Gwen                |
| Evangeline Young   | Amelie Plaas-Link      | Maeve               |
| Alison Jaye        | Samina König           | Sandra              |
| Aida Turturro      | Philine Peters-Arnolds | Schwester Mike      |